# Barak Bakhar
Barak Bakhar (in ebraico ברק בכר‎?; Tzrufa, 21 settembre 1979) è un allenatore di calcio ed ex calciatore israeliano, di ruolo difensore, tecnico del Maccabi Haifa.

## Statistiche

### Statistiche da allenatore
Statistiche aggiornate al 3 marzo 2025. In grassetto le competizioni vinte.
| Stagione                 | Squadra                  | Campionato               | Campionato | Campionato | Campionato | Campionato | Coppe nazionali | Coppe nazionali | Coppe nazionali | Coppe nazionali | Coppe nazionali | Coppe continentali | Coppe continentali | Coppe continentali | Coppe continentali | Coppe continentali | Altre coppe | Altre coppe | Altre coppe | Altre coppe | Altre coppe | Totale | Totale | Totale | Totale | % Vittorie | Piazzamento |
| Stagione                 | Squadra                  | Comp                     | G          | V          | N          | P          | Comp            | G               | V               | N               | P               | Comp               | G                  | V                  | N                  | P                  | Comp        | G           | V           | N           | P           | G      | V      | N      | P      | %          | Piazzamento |
| ------------------------ | ------------------------ | ------------------------ | ---------- | ---------- | ---------- | ---------- | --------------- | --------------- | --------------- | --------------- | --------------- | ------------------ | ------------------ | ------------------ | ------------------ | ------------------ | ----------- | ----------- | ----------- | ----------- | ----------- | ------ | ------ | ------ | ------ | ---------- | ----------- |
| 2012-2013                | Ironi K. Shmona          | Lh                       | 21+10      | 9+3        | 9+1        | 3+6        | CI+CdL          | 5+2             | 4+0             | 1+0             | 0+2             | UEL                | 5                  | 0                  | 1                  | 4                  | -           | -           | -           | -           | -           | 43     | 16     | 12     | 15     | 37,21      | Sub, 5°     |
| 2013-2014                | Ironi K. Shmona          | Lh                       | 26+10      | 12+6       | 8+2        | 6+2        | CI              | 5               | 5               | 0               | 0               | -                  | -                  | -                  | -                  | -                  | -           | -           | -           | -           | -           | 41     | 23     | 10     | 8      | 56,10      | 3°          |
| 2014-2015                | Ironi K. Shmona          | Lh                       | 26+10      | 13+5       | 8+2        | 5+3        | CI+CdL          | 4+4             | 1+0             | 2+2             | 1+2             | UEL                | 2                  | 0                  | 1                  | 1                  | -           | -           | -           | -           | -           | 46     | 19     | 15     | 12     | 41,30      | 2°          |
| Totale Ironi K. Shmona   | Totale Ironi K. Shmona   | Totale Ironi K. Shmona   | 73+30      | 34+14      | 25+5       | 14+11      |                 | 20              | 10              | 5               | 5               |                    | 7                  | 0                  | 2                  | 5                  |             | -           | -           | -           | -           | 130    | 58     | 37     | 35     | 44,62      |             |
| 2015-2016                | Hapoel Be'er Sheva       | Lh                       | 26+10      | 20+5       | 4+4        | 2+1        | CI+CdL          | 5+6             | 4+2             | 0+2             | 1+2             | UEL                | 2                  | 0                  | 1                  | 1                  | -           | -           | -           | -           | -           | 49     | 31     | 11     | 7      | 63,27      | 1°          |
| 2016-2017                | Hapoel Be'er Sheva       | Lh                       | 26+10      | 18+8       | 5+2        | 3+0        | CI+CdL          | 2+7             | 1+5             | 0+1             | 1+1             | UCL+UEL            | 6+8                | 3+2                | 2+2                | 1+4                | SI          | 1           | 1           | 0           | 0           | 60     | 38     | 12     | 10     | 63,33      | 1°          |
| 2017-2018                | Hapoel Be'er Sheva       | Lh                       | 26+10      | 17+7       | 6+2        | 3+1        | CI+CdL          | 4+6             | 2+4             | 1+0             | 1+2             | UCL+UEL            | 6+6                | 4+1                | 0+1                | 2+4                | SI          | 1           | 1           | 0           | 0           | 59     | 36     | 10     | 13     | 61,02      | 1°          |
| 2018-2019                | Hapoel Be'er Sheva       | Lh                       | 26+10      | 10+5       | 9+1        | 7+4        | CI+CdL          | 2+1             | 1+0             | 0+0             | 1+1             | UCL+UEL            | 4+2                | 2+0                | 1+1                | 1+1                | SI          | 1           | 0           | 1           | 0           | 46     | 18     | 13     | 15     | 39,13      | 3°          |
| 2019-gen. 2020           | Hapoel Be'er Sheva       | Lh                       | 17         | 9          | 2          | 6          | CI+CdL          | 1+2             | 1+1             | 0+0             | 0+1             | UEL                | 8                  | 3                  | 3                  | 2                  | -           | -           | -           | -           | -           | 28     | 14     | 5      | 9      | 50,00      | Eson        |
| Totale Hapoel Beer-Sheva | Totale Hapoel Beer-Sheva | Totale Hapoel Beer-Sheva | 121+40     | 74+25      | 26+9       | 21+6       |                 | 36              | 21              | 4               | 11              |                    | 42                 | 15                 | 11                 | 16                 |             | 3           | 2           | 1           | 0           | 242    | 137    | 51     | 54     | 56,61      |             |
| 2020-2021                | Maccabi Haifa            | Lh                       | 26+10      | 19+5       | 2+5        | 5+0        | CI+CdL          | 4+4             | 3+2             | 0+0             | 1+2             | UEL                | 4                  | 3                  | 0                  | 1                  | -           | -           | -           | -           | -           | 48     | 32     | 7      | 9      | 66,67      | 1°          |
| 2021-2022                | Maccabi Haifa            | Lh                       | 26+10      | 18+6       | 5+1        | 3+3        | CI+CdL          | 6+2             | 5+1             | 0+1             | 1+0             | UCL+UECL           | 2+12               | 0+5                | 1+2                | 1+5                | SI          | 1           | 1           | 0           | 0           | 59     | 36     | 10     | 13     | 61,02      | 1°          |
| 2022-2023                | Maccabi Haifa            | Lh                       | 26+10      | 20+7       | 2+1        | 4+2        | CI+CdL          | 4+1             | 2+1             | 1+0             | 1+0             | UCL                | 12                 | 4                  | 2                  | 6                  | SI          | 1           | 0           | 1           | 0           | 54     | 34     | 7      | 13     | 62,96      | 1°          |
| Totale Maccabi Haifa     | Totale Maccabi Haifa     | Totale Maccabi Haifa     | 78+30      | 57+18      | 9+7        | 12+5       |                 | 21              | 14              | 2               | 5               |                    | 30                 | 12                 | 5                  | 13                 |             | 2           | 1           | 1           | 0           | 161    | 102    | 24     | 35     | 63,35      |             |
| lug.-dic. 2023           | Stella Rossa             | SL                       | 19         | 15         | 1          | 3          | KS              | 2               | 2               | 0               | 0               | UCL                | 6                  | 0                  | 1                  | 5                  | -           | -           | -           | -           | -           | 27     | 17     | 2      | 8      | 62,96      | Eson        |
| 2024-2025                | Maccabi Haifa            | Lh                       | 23         | 13         | 5          | 5          | CI+CdL          | 3+3             | 2+2             | 0+0             | 1+1             | UECL               | 2                  | 1                  | 0                  | 1                  | -           | -           | -           | -           | -           | 31     | 18     | 5      | 8      | 58,06      |             |
| Totale Maccabi Haifa     | Totale Maccabi Haifa     | Totale Maccabi Haifa     | 101+30     | 70+18      | 14+7       | 17+5       |                 | 27              | 18              | 2               | 7               |                    | 32                 | 13                 | 5                  | 14                 |             | 2           | 1           | 1           | 0           | 192    | 120    | 29     | 43     | 62,50      |             |
| Totale Carriera          | Totale Carriera          | Totale Carriera          | 414        | 250        | 87         | 67         |                 | 87              | 51              | 11              | 23              |                    | 87                 | 28                 | 19                 | 40                 |             | 5           | 3           | 2           | 0           | 591    | 332    | 119    | 140    | 56,18      |             |

## Palmarès

### Giocatore

#### Competizioni nazionali
- Coppa Toto: 2

Ironi Kiryat Shmona: 2006-2007, 2010-2011

### Allenatore

#### Competizioni nazionali
- Campionato israeliano: 6

Hapoel Be'er Sheva: 2015-2016, 2016-2017, 2017-2018
Maccabi Haifa: 2020-2021, 2021-2022, 2022-2023
- Coppa d'Israele: 1

Ironi Kiryat Shmona: 2013-2014
- Coppa di Lega israeliana: 1

Maccabi Haifa: 2021-2022
- Supercoppa d'Israele: 3

Hapoel Be'er Sheva: 2016, 2017
Maccabi Haifa: 2021